# Kóstas Stivachtís
Konstantínos «Kóstas» Stivachtís (grec moderne : Κωνσταντίνος «Κώστας» Στιβαχτής) est un joueur grec de volley-ball né le 22 mai 1980 à Athènes, et joue au poste de passeur.

## Clubs
| Club                      | De             | À             |
| ------------------------- | -------------- | ------------- |
| Ionikós de Néa Filadélfia | 1991-1992      | 2002-2003     |
| AO Pangráti               | 2003-2004      | 2003-2004     |
| AONS Milon Néa Smýrni     | 2004-2005      | 2004-2005     |
| AE Níkea                  | septembre 2005 | décembre 2005 |
| Olympiakos SFP            | décembre 2005  | juin 2006     |
| AO Orestiada              | 2006-2007      | 2006-2007     |
| AO Pangráti               | 2007-2008      | 2007-2008     |
| AEK Athènes               | 2008-2009      | 2009-2010     |
| GAS Pamvochaikós Vélo     | 2010-2011      | 2011-2012     |
| NMV Castellana Grotte     | février 2013   | juin 2013     |
| Panathinaikos AO          | 2013-2014      | 2014-2015     |
| Olympiakos SFP            | 2015-2016      | 2021-2022     |
| AOP Kephissia             | 2022-2024      | 2023-2024     |
| AO Floisvos Paleó Fáliro  | décembre 2024  | En cours      |

## Palmarès

### Équipe nationale
Jeux méditerranéens
- 2018

### Clubs
Challenge Cup
- 2018

 Championnat de Grèce (3)
- 2018, 2019[9], 2021
- 2017, 2020, 2022
- 2006, 2012, 2016

 Coupe de Grèce:
- 2016, 2017

 Coupe de la Ligue:
- 2016, 2017, 2018, 2019
- 2020